# Llista d'episodis de Star Trek: Enterprise
Aquesta és la llista d'episodis de Star Trek: Enterprise, una sèrie de televisió de ciència-ficció estatunidenca que es va emetre originalment a la cadena UPN del 26 de setembre de 2001 al 13 de maig de 2005. Fins a l'episodi "Extinction" cap a l'inici de la tercera temporada,la sèrie es deia simplement Enterprise sense el prefix Star Trek. La sèrie es va emetre durant 97 (DVD i emissió original) o 98 (sindicats) episodis al llarg de quatre temporades, centrades en les aventures de la nau estel·lar Enterprise del segle XXII. Són els primers exploradors de l'espai profund de la Flota Estel·lar, utilitzant la primera nau equipada amb Curvatura 5. Es va ambientar dins l'univers de la franquícia Star Trek, amb la sèrie situada anteriorment en la cronologia que Star Trek: La sèrie original.
Després del final de Star Trek: Voyager, els productors executius Rick Berman i Brannon Braga van entrar immediatament a la producció d'Enterprise d'acord amb els comentaris de l'estudi. Van seguir sent els únics productor executiu i productor creador fins a la quarta temporada quan Manny Coto va prendre el lideratge de la sèrie. S'havia unit a l'equip com a coproductor durant la tercera temporada. El pilot, "Broken Bow", va ser vist per 12,5 milions d'espectadors a la primera emissió a UPN. Després de les primeres setmanes d'episodis, es va considerar que les audiències eren prou sòlides i s'esperava que la sèrie durés set temporades de la mateixa manera que La nova generació, Deep Space Space Nine i Voyager. Tanmateix, les xifres d'audiència van començar a disminuir cap al final de la temporada. Es van fer canvis per a la tercera temporada, amb la introducció de la història dels Xindi, que dura tota la temporada. Això va millorar les crítiques que la sèrie estava rebent, però les audiències van continuar disminuint. Els crítics van començar a parlar de donar a "Star Trek" un descans de la televisió i van suggerir que el declivi va ser causat per la fatiga general de la franquícia. UPN va reduir l'ordre de 26 episodis per a la tercera temporada a 24, cosa que significa que si també es creessin 24 episodis per a la quarta temporada, tindrien els 100 episodis necessaris per a la redifusió. Tanmateix, es va cancel·lar dos episodis abans d'aquest objectiu.

## Temporades
| Temporada | Temporada | Episodis | Episodis | Dates d’emissió        | Dates d’emissió    | Espectadors (milions) | Rang |
| Temporada | Temporada | Episodis | Episodis | Primera emissió        | Última emissió     | Espectadors (milions) | Rang |
| --------- | --------- | -------- | -------- | ---------------------- | ------------------ | --------------------- | ---- |
|           | 1         | 26       | 26       | 26 de setembre de 2001 | 22 de maig de 2002 | 5.9                   | 115  |
|           | 2         | 26       | 26       | 18 de setembre de 2002 | 21 de maig de 2003 | 4.03                  | 135  |
|           | 3         | 24       | 24       | 10 de setembre de 2003 | 26 de maig de 2004 | N/D                   | N/D  |
|           | 4         | 22       | 22       | 8 d'octubre de 2004    | 13 de maig de 2005 | 2.9                   | 150  |

## Episodis

### Primera temporada (2001-2002)
| Núm. total | Núm. de la temporada | Títol                     | Date                   | Direcció              | Guió                                                                        | Data d'emissió original | Codi de prod. | Espectadors U.S. (milions) |
| ---------- | -------------------- | ------------------------- | ---------------------- | --------------------- | --------------------------------------------------------------------------- | ----------------------- | ------------- | -------------------------- |
| 1          | 1                    | «Broken Bow»              | 16 d'abril de 2151     | James L. Conway       | Rick Berman & Brannon Braga                                                 | 26 de setembre de 2001  | 40358-721     | 12.54                      |
| 2          | 2                    | «Broken Bow»              | 16 d'abril de 2151     | James L. Conway       | Rick Berman & Brannon Braga                                                 | 26 de setembre de 2001  | 40358-721     | 12.54                      |
| 3          | 3                    | «Fight or Flight»         | 6 de maig de 2151      | Allan Kroeker         | Rick Berman & Brannon Braga                                                 | 3 d'octubre de 2001     | 40358-003     | 9.18                       |
| 4          | 4                    | «Strange New World»       | Desconegut             | David Livingston      | S : Rick Berman & Brannon Braga T : Mike Sussman & Phyllis Strong           | 10 d'octubre de 2001    | 40358-004     | 7.81                       |
| 5          | 5                    | «Unexpected»              | Desconegut             | Mike Vejar            | Rick Berman & Brannon Braga                                                 | 17 d'octubre de 2001    | 40358-005     | 8.16                       |
| 6          | 6                    | «Terra Nova»              | Desconegut             | LeVar Burton          | S : Rick Berman & Brannon Braga T : Antoinette Stella                       | 24 d'octubre de 2001    | 40358-006     | 8.35                       |
| 7          | 7                    | «The Andorian Incident»   | 19 de juny de 2151     | Roxann Dawson         | S : Rick Berman, Brannon Braga S/T : Fred Dekker                            | 31 d'octubre de 2001    | 40358-007     | 7.19                       |
| 8          | 8                    | «Breaking the Ice»        | Desconegut             | Terry Windell         | Andre Jacquemetton & Maria Jacquemetton                                     | 7 de novembre de 2001   | 40358-008     | 7.36                       |
| 9          | 9                    | «Civilization»            | 31 de juliol de 2151   | Mike Vejar            | Mike Sussman & Phyllis Strong                                               | 14 de novembre de 2001  | 40358-009     | 7.14                       |
| 10         | 10                   | «Fortunate Son»           | Desconegut             | LeVar Burton          | James Duff                                                                  | 21 de novembre de 2001  | 40358-010     | 6.11                       |
| 11         | 11                   | «Cold Front»              | 12 de setembre de 2151 | Robert Duncan McNeill | Stephen Beck & Tim Finch                                                    | 28 de novembre de 2001  | 40358-011     | 7.33                       |
| 12         | 12                   | «Silent Enemy»            | 1 de setembre de 2151  | Winrich Kolbe         | André Bormanis                                                              | 16 de gener de 2002     | 40358-012     | 6.11                       |
| 13         | 13                   | «Dear Doctor»             | Desconegut             | James A. Contner      | Andre Jacquemetton & Maria Jacquemetton                                     | 23 de gener de 2002     | 40358-013     | 5.65                       |
| 14         | 14                   | «Sleeping Dogs»           | Desconegut             | Les Landau            | Fred Dekker                                                                 | 30 de gener de 2002     | 40358-014     | 6.50                       |
| 15         | 15                   | «Shadows of P'Jem»        | Desconegut             | Mike Vejar            | S : Rick Berman & Brannon Braga T : Mike Sussman & Phyllis Strong           | 6 de febrer de 2002     | 40358-015     | 6.05                       |
| 16         | 16                   | «Shuttlepod One»          | 9 de novembre de 2151  | David Livingston      | Rick Berman & Brannon Braga                                                 | 13 de febrer de 2002    | 40358-016     | 5.33                       |
| 17         | 17                   | «Fusion»                  | Desconegut             | Rob Hedden            | S : Rick Berman & Brannon Braga T : Phyllis Strong & Mike Sussman           | 27 de febrer de 2002    | 40358-017     | 4.49                       |
| 18         | 18                   | «Rogue Planet»            | Desconegut             | Allan Kroeker         | S : Rick Berman & Brannon Braga S/T : Chris Black                           | 20 de març de 2002      | 40358-018     | 4.69                       |
| 19         | 19                   | «Acquisition»             | Desconegut             | James Whitmore Jr.    | S : Rick Berman & Brannon Braga T : Maria Jacquemetton & Andre Jacquemetton | 27 de març de 2002      | 40358-019     | 5.45                       |
| 20         | 20                   | «Oasis»                   | Desconegut             | Jim Charleston        | S : Rick Berman & Brannon Braga S/T : Stephen Beck                          | 3 d'abril de 2002       | 40358-020     | 5.64                       |
| 21         | 21                   | «Detained»                | Desconegut             | David Livingston      | S : Rick Berman & Brannon Braga T : Phyllis Strong & Mike Sussman           | 24 d'abril de 2002      | 40358-021     | 4.88                       |
| 22         | 22                   | «Vox Sola»                | Desconegut             | Roxann Dawson         | S : Rick Berman & Brannon Braga S/T : Fred Dekker                           | 1 de maig de 2002       | 40358-022     | 5.40                       |
| 23         | 23                   | «Fallen Hero»             | 9 de febrer de 2152    | Patrick Norris        | S : Rick Berman, Brannon Braga & Chris Black T : Alan Cross                 | 8 de maig de 2002       | 40358-023     | 5.34                       |
| 24         | 24                   | «Desert Crossing»         | 12 de febrer de 2152   | David Straiton        | S : Rick Berman & Brannon Braga S/T : André Bormanis                        | 8 de maig de 2002       | 40358-024     | 4.68                       |
| 25         | 25                   | «Two Days and Two Nights» | 18 de febrer de 2152   | Michael Dorn          | S : Rick Berman & Brannon Braga T : Chris Black                             | 15 de maig de 2002      | 40358-025     | 5.26                       |
| 26         | 26                   | «Shockwave, Part I»       | Desconegut             | Allan Kroeker         | Rick Berman & Brannon Braga                                                 | 22 de maig de 2002      | 40358-026     | 5.28                       |

### Segona temporada (2002-2003)
| Núm. total | Núm. de la temporada | Títol                | Data estel·lar         | Direcció              | Guió                                                                                | Data d'emissió original | Codi de prod. | Espectadors U.S. (milions) |
| ---------- | -------------------- | -------------------- | ---------------------- | --------------------- | ----------------------------------------------------------------------------------- | ----------------------- | ------------- | -------------------------- |
| 27         | 1                    | «Shockwave: Part 2»  | Desconegut             | Allan Kroeker         | Rick Berman & Brannon Braga                                                         | 18 de setembre de 2002  | 40358-028     | 4.89                       |
| 28         | 2                    | «Carbon Creek»       | 12 d'abril de 2152     | James A. Contner      | S : Rick Berman & Brannon Braga & Dan O'Shannon T : Chris Black                     | 25 de setembre de 2002  | 40358-027     | 4.84                       |
| 29         | 3                    | «Minefield»          | Desconegut             | James A. Contner      | John Shiban                                                                         | 2 d'octubre de 2002     | 40358-029     | 5.25                       |
| 30         | 4                    | «Dead Stop»          | Desconegut             | Roxann Dawson         | Mike Sussman & Phyllis Strong                                                       | 9 d'octubre de 2002     | 40358-031     | 5.41                       |
| 31         | 5                    | «A Night in Sickbay» | Desconegut             | David Straiton        | Rick Berman & Brannon Braga                                                         | 16 d'octubre de 2002    | 40358-030     | 6.25                       |
| 32         | 6                    | «Marauders»          | Desconegut             | Mike Vejar            | S : Rick Berman & Brannon Braga T : David Wilcox                                    | 30 d'octubre de 2002    | 40358-032     | 5.60                       |
| 33         | 7                    | «The Seventh»        | Desconegut             | David Livingston      | Rick Berman & Brannon Braga                                                         | 6 de novembre de 2002   | 40358-033     | 4.82                       |
| 34         | 8                    | «The Communicator»   | Desconegut             | James A. Contner      | S : Rick Berman & Brannon Braga T : André Bormanis                                  | 13 de novembre de 2002  | 40358-034     | 4.46                       |
| 35         | 9                    | «Singularity»        | 14 d'agost de 2152     | Patrick Norris        | Chris Black                                                                         | 20 de novembre de 2002  | 40358-035     | 4.83                       |
| 36         | 10                   | «Vanishing Point»    | Desconegut             | David Straiton        | Rick Berman & Brannon Braga                                                         | 27 de novembre de 2002  | 40358-036     | 3.78                       |
| 37         | 11                   | «Precious Cargo»     | 12 de setembre de 2152 | David Livingston      | S : Rick Berman & Brannon Braga T : David A. Goodman                                | 11 de desembre de 2002  | 40358-037     | 4.67                       |
| 38         | 12                   | «The Catwalk»        | 18 de setembre de 2152 | Mike Vejar            | Mike Sussman & Phyllis Strong                                                       | 18 de desembre de 2002  | 40358-038     | 4.73                       |
| 39         | 13                   | «Dawn»               | Desconegut             | Roxann Dawson         | John Shiban                                                                         | 8 de gener de 2003      | 40358-039     | 3.99                       |
| 40         | 14                   | «Stigma»             | Desconegut             | David Livingston      | Rick Berman & Brannon Braga                                                         | 5 de febrer de 2003     | 40358-040     | 4.40                       |
| 41         | 15                   | «Cease Fire»         | Desconegut             | David Straiton        | Chris Black                                                                         | 12 de febrer de 2003    | 40358-041     | 4.78                       |
| 42         | 16                   | «Future Tense»       | Desconegut             | James Whitmore Jr.    | Mike Sussman & Phyllis Strong                                                       | 19 de febrer de 2003    | 40358-042     | 4.62                       |
| 43         | 17                   | «Canamar»            | Desconegut             | Allan Kroeker         | John Shiban                                                                         | 26 de febrer de 2003    | 40358-043     | 4.10                       |
| 44         | 18                   | «The Crossing»       | Desconegut             | David Livingston      | S : André Bormanis S/T : Rick Berman & Brannon Braga                                | 2 d'abril de 2003       | 40358-044     | 3.85                       |
| 45         | 19                   | «Judgment»           | Desconegut             | James L. Conway       | S : Taylor Elmore S/T : David A. Goodman                                            | 9 d'abril de 2003       | 40358-045     | 3.69                       |
| 46         | 20                   | «Horizon»            | 10 de gener de 2153    | James A. Contner      | André Bormanis                                                                      | 16 d'abril de 2003      | 40358-046     | 3.36                       |
| 47         | 21                   | «The Breach»         | Desconegut             | Robert Duncan McNeill | S : Daniel McCarthy T : Chris Black & John Shiban                                   | 23 d'abril de 2003      | 40358-047     | 3.19                       |
| 48         | 22                   | «Cogenitor»          | Desconegut             | LeVar Burton          | Rick Berman & Brannon Braga                                                         | 30 d'abril de 2003      | 40358-048     | 4.08                       |
| 49         | 23                   | «Regeneration»       | 1 de març de 2153      | David Livingston      | Mike Sussman & Phyllis Strong                                                       | 7 de maig de 2003       | 40358-049     | 4.12                       |
| 50         | 24                   | «First Flight»       | Desconegut             | LeVar Burton          | John Shiban & Chris Black                                                           | 14 de maig de 2003      | 40358-050     | 3.30                       |
| 51         | 25                   | «Bounty»             | 21 de març de 2153     | Roxann Dawson         | S : Rick Berman & Brannon Braga T : Hans Tobeason and Mike Sussman & Phyllis Strong | 14 de maig de 2003      | 40358-051     | 3.54                       |
| 52         | 26                   | «The Expanse»        | 24 d'abril de 2153     | Allan Kroeker         | Rick Berman & Brannon Braga                                                         | 21 de maig de 2003      | 40358-052     | 3.88                       |

### Temporada 3 (2003-2004)
| Núm. total | Núm. de la temporada | Títol              | Data estel·lar         | Direcció              | Guió                                                   | Data d'emissió original | Codi de prod. | Espectadors U.S. (milions) |
| ---------- | -------------------- | ------------------ | ---------------------- | --------------------- | ------------------------------------------------------ | ----------------------- | ------------- | -------------------------- |
| 53         | 1                    | «The Xindi»        | Desconegut             | Allan Kroeker         | Rick Berman & Brannon Braga                            | 10 de setembre de 2003  | 40358-053     | 4.07                       |
| 54         | 2                    | «Anomaly»          | Desconegut             | David Straiton        | Mike Sussman                                           | 17 de setembre de 2003  | 40358-054     | 4.29                       |
| 55         | 3                    | «Extinction»       | Desconegut             | LeVar Burton          | André Bormanis                                         | 24 de setembre de 2003  | 40358-055     | 4.00                       |
| 56         | 4                    | «Rajiin»           | Desconegut             | Mike Vejar            | S : Paul Brown T : Chris Black S/T : Brent V. Friedman | 1 d'octubre de 2003     | 40358-056     | 4.51                       |
| 57         | 5                    | «Impulse»          | Desconegut             | David Livingston      | S : Terry Matalas S/T : Jonathan Fernandez             | 8 d'octubre de 2003     | 40358-057     | 4.17                       |
| 58         | 6                    | «Exile»            | Desconegut             | Roxann Dawson         | Phyllis Strong                                         | 15 d'octubre de 2003    | 40358-058     | 3.46                       |
| 59         | 7                    | «The Shipment»     | Desconegut             | David Straiton        | Chris Black & Brent V. Friedman                        | 29 d'octubre de 2003    | 40358-059     | 3.70                       |
| 60         | 8                    | «Twilight»         | Desconegut             | Robert Duncan McNeill | Mike Sussman                                           | 5 de novembre de 2003   | 40358-060     | 4.06                       |
| 61         | 9                    | «North Star»       | Desconegut             | David Straiton        | David A. Goodman                                       | 12 de novembre de 2003  | 40358-061     | 3.88                       |
| 62         | 10                   | «Similitude»       | Desconegut             | LeVar Burton          | Manny Coto                                             | 19 de novembre de 2003  | 40358-062     | 4.59                       |
| 63         | 11                   | «Carpenter Street» | Desconegut             | Mike Vejar            | Rick Berman & Brannon Braga                            | 26 de novembre de 2003  | 40358-063     | 3.71                       |
| 64         | 12                   | «Chosen Realm»     | Desconegut             | Roxann Dawson         | Manny Coto                                             | 14 de gener de 2004     | 40358-064     | 3.93                       |
| 65         | 13                   | «Proving Ground»   | 6 de desembre de 2153  | David Livingston      | Chris Black                                            | 21 de gener de 2004     | 40358-065     | 3.44                       |
| 66         | 14                   | «Stratagem»        | 12 de desembre de 2153 | Mike Vejar            | S : Terry Matalas T : Mike Sussman                     | 4 de febrer de 2004     | 40358-066     | 4.07                       |
| 67         | 15                   | «Harbinger»        | 27 de desembre de 2153 | David Livingston      | S : Rick Berman & Brannon Braga T : Manny Coto         | 11 de febrer de 2004    | 40358-067     | 3.95                       |
| 68         | 16                   | «Doctor's Orders»  | Desconegut             | Roxann Dawson         | Chris Black                                            | 18 de febrer de 2004    | 40358-068     | 3.73                       |
| 69         | 17                   | «Hatchery»         | 8 de gener de 2154     | Michael Grossman      | S : Mike Sussman S/T : André Bormanis                  | 25 de febrer de 2004    | 40358-069     | 3.52                       |
| 70         | 18                   | «Azati Prime»      | Desconegut             | Allan Kroeker         | S : Rick Berman, Brannon Braga S/T : Manny Coto        | 3 de març de 2004       | 40358-070     | 3.78                       |
| 71         | 19                   | «Damage»           | Desconegut             | James L. Conway       | Phyllis Strong                                         | 21 d'abril de 2004      | 40358-071     | 2.86                       |
| 72         | 20                   | «The Forgotten»    | Desconegut             | LeVar Burton          | Chris Black & David A. Goodman                         | 28 d'abril de 2004      | 40358-072     | 3.35                       |
| 73         | 21                   | «E²»               | Desconegut             | Roxann Dawson         | Mike Sussman                                           | 5 de maig de 2004       | 40358-073     | 3.25                       |
| 74         | 22                   | «The Council»      | 12 de febrer de 2154   | David Livingston      | Manny Coto                                             | 12 de maig de 2004      | 40358-074     | 3.41                       |
| 75         | 23                   | «Countdown»        | 13 de febrer de 2154   | Robert Duncan McNeill | André Bormanis & Chris Black                           | 19 de maig de 2004      | 40358-075     | 3.46                       |
| 76         | 24                   | «Zero Hour»        | 14 de febrer de 2154   | Allan Kroeker         | Rick Berman & Brannon Braga                            | 26 de maig de 2004      | 40358-076     | 3.91                       |

### Temporada 4 (2004-2005)
| Núm. total | Núm. de la temporada | Títol                          | Data                   | Direcció         | Guió                                                                                   | Data d'emissió original | Codi de prod. | Espectadors U.S. (milions) |
| ---------- | -------------------- | ------------------------------ | ---------------------- | ---------------- | -------------------------------------------------------------------------------------- | ----------------------- | ------------- | -------------------------- |
| 77         | 1                    | «Storm Front»                  | Desconegut             | Allan Kroeker    | Manny Coto                                                                             | 8 d'octubre de 2004     | 40358-077     | 2.89                       |
| 78         | 2                    | «Storm Front, Part II»         | Desconegut             | David Straiton   | Manny Coto                                                                             | 15 d'octubre de 2004    | 40358-078     | 3.11                       |
| 79         | 3                    | «Home»                         | Desconegut             | Allan Kroeker    | Mike Sussman                                                                           | 22 d'octubre de 2004    | 40358-079     | 3.16                       |
| 80         | 4                    | «Borderland»                   | 17 de maig de 2154     | David Livingston | Ken LaZebnik                                                                           | 29 d'octubre de 2004    | 40358-080     | 3.18                       |
| 81         | 5                    | «Cold Station 12»              | Desconegut             | Mike Vejar       | Alan Brennert                                                                          | 5 de novembre de 2004   | 40358-081     | 3.39                       |
| 82         | 6                    | «The Augments»                 | 27 de maig de 2154     | LeVar Burton     | Mike Sussman                                                                           | 12 de novembre de 2004  | 40358-082     | 3.39                       |
| 83         | 7                    | «The Forge»                    | Desconegut             | Michael Grossman | Garfield Reeves-Stevens & Judith Reeves-Stevens                                        | 19 de novembre de 2004  | 40358-083     | 3.15                       |
| 84         | 8                    | «Awakening»                    | Desconegut             | Roxann Dawson    | André Bormanis                                                                         | 26 de novembre de 2004  | 40358-084     | 3.38                       |
| 85         | 9                    | «Kir'Shara»                    | Desconegut             | David Livingston | Mike Sussman                                                                           | 3 de desembre de 2004   | 40358-085     | 3.19                       |
| 86         | 10                   | «Daedalus»                     | Desconegut             | David Straiton   | Alan Brennert & Ken LaZebnik                                                           | 14 de gener de 2005     | 40358-086     | 3.03                       |
| 87         | 11                   | «Observer Effect»              | Desconegut             | Mike Vejar       | Garfield Reeves-Stevens & Judith Reeves-Stevens                                        | 21 de gener de 2005     | 40358-087     | 2.76                       |
| 88         | 12                   | «Babel One»                    | 12 de novembre de 2154 | David Straiton   | Mike Sussman & André Bormanis                                                          | 28 de gener de 2005     | 40358-088     | 2.53                       |
| 89         | 13                   | «United»                       | 15 de novembre de 2154 | David Livingston | S : Manny Coto T : Judith Reeves-Stevens & Garfield Reeves-Stevens                     | 4 de febrer de 2005     | 40358-089     | 2.81                       |
| 90         | 14                   | «The Aenar»                    | Desconegut             | Mike Vejar       | S : Manny Coto T : André Bormanis                                                      | 11 de febrer de 2005    | 40358-090     | 3.17                       |
| 91         | 15                   | «Affliction»                   | 27 de novembre de 2154 | Michael Grossman | S : Manny Coto T : Mike Sussman                                                        | 18 de febrer de 2005    | 40358-091     | 3.17                       |
| 92         | 16                   | «Divergence»                   | Desconegut             | David Barrett    | Garfield Reeves-Stevens & Judith Reeves-Stevens                                        | 25 de febrer de 2005    | 40358-092     | 2.96                       |
| 93         | 17                   | «Bound»                        | 27 de desembre de 2154 | Allan Kroeker    | Manny Coto                                                                             | 15 d'abril de 2005      | 40358-093     | 2.56                       |
| 94         | 18                   | «In a Mirror, Darkly»          | 13 de gener de 2155    | James L. Conway  | Mike Sussman                                                                           | 22 d'abril de 2005      | 40358-094     | 2.59                       |
| 95         | 19                   | «In a Mirror, Darkly, Part II» | 18 de gener de 2155    | Marvin V. Rush   | S : Manny Coto T : Mike Sussman                                                        | 29 d'abril de 2005      | 40358-095     | 2.92                       |
| 96         | 20                   | «Demons»                       | 19 de gener de 2155    | LeVar Burton     | Manny Coto                                                                             | 6 de maig de 2005       | 40358-096     | 3.01                       |
| 97         | 21                   | «Terra Prime»                  | 22 de gener de 2155    | Marvin V. Rush   | S : André Bormanis T : Manny Coto S/T : Judith Reeves-Stevens, Garfield Reeves-Stevens | 13 de maig de 2005      | 40358-097     | 3.80                       |
| 98         | 22                   | «These Are the Voyages...»     | 47457.1                | Allan Kroeker    | Rick Berman & Brannon Braga                                                            | 13 de maig de 2005      | 40358-098     | 3.80                       |

1. 1 2  Acreditat com Michael Bryant
2. ↑  rodat durant "La Pegasus".